# هوانیتا هال
هوانیتا هال (انگلیسی: Juanita Hall؛ ۶ نوامبر ۱۹۰۱ – ۲۸ فوریهٔ ۱۹۶۸) بازیگر و خواننده اهل ایالات متحده آمریکا بود.
از فیلم‌ها یا برنامه‌های تلویزیونی که وی در آن نقش داشته‌است، می‌توان به آرام جنوبی اشاره کرد.